# Чорна вдова (вид)
Чорна вдова (лат. Latrodectus mactans) - вид павуків, поширений в Північній і Південній Америці. Небезпечний для людини.

## Опис
Дорослий павук забарвлений в чорний колір. Самки, як правило, мають червону пляму у формі пісочного годинника на нижньому боці черевця і кілька червоних цяток біля павутинних бородавок і на спині. Довжина тіла самки 8-10 мм.
Дорослі самці чорної вдови відрізняються від самок дрібними розмірами (3-4 мм в довжину) і подовженим черевцем (у самок воно кругле). Ноги їх розфарбовані в оранжево-чорну смужку, на боках черевця - червоні і білі відмітини.
Молоді павучки пофарбовані в білий або жовтувато-білий колір і темніють з кожним наступним линянням. 

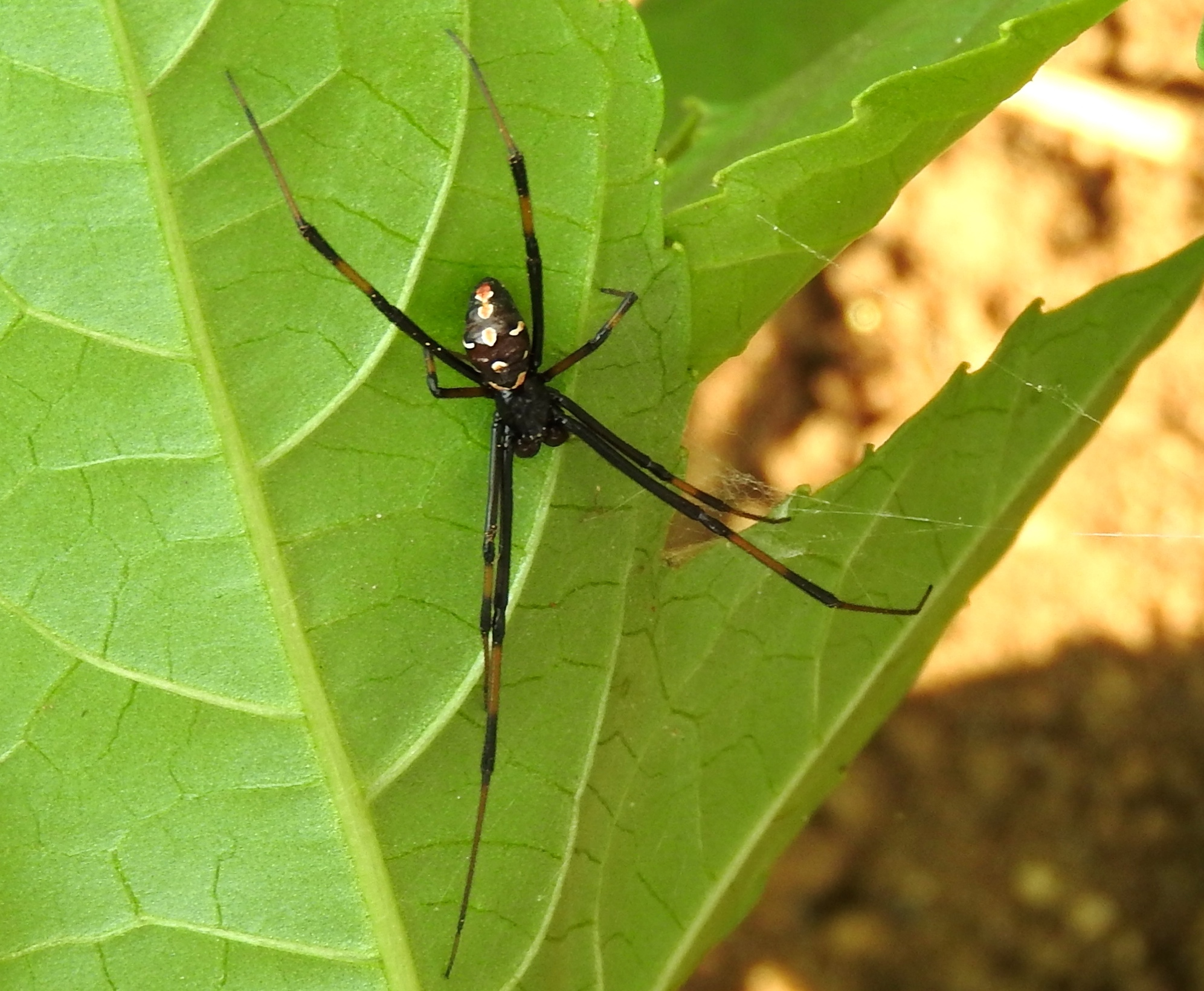
Самець

## Спосіб життя
Павуки живуть поодинці і зустрічаються один з одним тільки для спарювання. Харчується чорна вдова в основному комахами, але іноді також багатоніжками, коханими і іншими павуками. Середня тривалість життя в природі близько року, максимально до 3 років, в неволі до 4.

## Турбота про потомство
Відкладені яйця самка обмотує павутиною, так що врешті-решт виходить щільний яйцевої кокон грушоподібної форми. Самка носить його з собою і охороняє , поки всередині нього не вилупляться молоді павучки. Незабаром після цього вони вибираються з кокона і починають самостійне життя.
Павучата вилуплюються через 2-4 тижні.

## Небезпека для людини
Чорна вдова не агресивна по відношенню до людини і кусає лише для самозахисту в безвихідній ситуації (якщо, наприклад, павука придавити рукою). Укуси чорної вдови небезпечні - вони викликають хворобливий стан, відомий як латродектізм . Через годину після укусу нейротоксин під назвою α-латротоксин поширюється по лімфатичній системі жертви. Виникає вкрай болюча судома м'язів живота. Можлива блювота, рясне потовиділення, спрага. Однак при належному лікуванні хвороба, як правило, закінчується повним одужанням.

### Смертність від укусів
Відомості про загиблих від укусів чорної вдови дещо суперечливі.
У книзі «Arthropod venoms» вказується, що, за даними публікації 1932 року, летальність в США склала близько 6% (38 з 613 випадків), із застереженням, що ці дані «звичайно не включають випадки легкого перебігу хвороби, облік яких істотно знизив би величину смертності».
Інші автори стверджують, що невідомо жодного випадку смерті від павуків роду Latrodectus в Америці (але в літературі описано кілька випадків, пов'язаних з павуками цього роду, в інших частинах світу).
У наш час в США щорічно реєструється близько 2500 укусів чорної вдови, лише частина з яких вимагає медичної допомоги (у 2008 році  - 2511, з них було надано медичну допомогу - 996; у 2010 році  - 2156 і 892), при цьому жоден пацієнт не помер.

## Назва
Павука називають «чорною вдовою», бо самка іноді з'їдає самця після спаровування. Однак буває, що самець йде цілим і неушкодженим і навіть може пізніше злучитися з іншою самкою.